# Armadillo platypleon
Armadillo platypleon là một loài chân đều trong họ Armadillidae. Loài này được Schmalfuss miêu tả khoa học năm 1986.